# Kosárlabda az 1992. évi nyári olimpiai játékokon
Az 1992. évi nyári olimpiai játékokon a kosárlabdatornákat július 26. és augusztus 8. között rendezték.

## Éremtáblázat
(Az egyes számoszlopok legmagasabb értéke vagy értékei vastagítással kiemelve.)
| Az 1992. évi nyári olimpiai játékok éremtáblázata kosárlabdában | Az 1992. évi nyári olimpiai játékok éremtáblázata kosárlabdában | Az 1992. évi nyári olimpiai játékok éremtáblázata kosárlabdában | Az 1992. évi nyári olimpiai játékok éremtáblázata kosárlabdában | Az 1992. évi nyári olimpiai játékok éremtáblázata kosárlabdában | Olimpia  |
| --------------------------------------------------------------- | --------------------------------------------------------------- | --------------------------------------------------------------- | --------------------------------------------------------------- | --------------------------------------------------------------- | -------- |
|                                                                 | Ország                                                          | Arany                                                           | Ezüst                                                           | Bronz                                                           | Összesen |
| 1.                                                              | Egyesült Államok (USA)                                          | 1                                                               | 0                                                               | 1                                                               | 2        |
| 2.                                                              | Egyesített Csapat (EUN)                                         | 1                                                               | 0                                                               | 0                                                               | 1        |
|                                                                 |                                                                 |                                                                 |                                                                 |                                                                 |          |
| 3.                                                              | Horvátország (CRO)                                              | 0                                                               | 1                                                               | 0                                                               | 1        |
| 3.                                                              | Kína (CHN)                                                      | 0                                                               | 1                                                               | 0                                                               | 1        |
|                                                                 |                                                                 |                                                                 |                                                                 |                                                                 |          |
| 5.                                                              | Litvánia (LTU)                                                  | 0                                                               | 0                                                               | 1                                                               | 1        |
|                                                                 |                                                                 |                                                                 |                                                                 |                                                                 |          |
| Összesen                                                        | Összesen                                                        | 2                                                               | 2                                                               | 2                                                               | 6        |

## Érmesek

### Férfi torna
| Az 1992. évi nyári olimpiai játékok érmesei férfi kosárlabdában | Az 1992. évi nyári olimpiai játékok érmesei férfi kosárlabdában | Az 1992. évi nyári olimpiai játékok érmesei férfi kosárlabdában | Az 1992. évi nyári olimpiai játékok érmesei férfi kosárlabdában |
| --- | --- | --- | --------------------------------------------------------------- |
| Arany | Ezüst | Bronz |                                                                 |
| Egyesült Államok (USA) | Horvátország (CRO) | Litvánia (LTU) |                                                                 |
| Charles Barkley Larry Bird Clyde Drexler Patrick Ewing Magic Johnson Michael Jordan Christian Laettner Karl Malone Chris Mullin Scottie Pippen David Robinson John Stockton | Vladan Alanović Franjo Arapović Danko Cvjetičanin Alan Gregov Arijan Komazec Toni Kukoč Aramis Naglić Velimir Perasović Dražen Petrović Dino Rađa Žan Tabak Stojko Vranković | Romanas Brazdauskis Valdemaras Chomičius Darius Dimavičius Gintaras Einikis Sergėjus Jovaiša Artūras Karnišovas Gintaras Krapikas Rimas Kurtinaitis Šarūnas Marčiulionis Alvydas Pazdrazdis Arvydas Sabonis Arūnas Visockas |                                                                 |

### Női torna
| Az 1992. évi nyári olimpiai játékok érmesei női kosárlabdában | Az 1992. évi nyári olimpiai játékok érmesei női kosárlabdában | Az 1992. évi nyári olimpiai játékok érmesei női kosárlabdában | Az 1992. évi nyári olimpiai játékok érmesei női kosárlabdában |
| --- | --- | --- | ------------------------------------------------------------- |
| Arany | Ezüst | Bronz |                                                               |
| Egyesített Csapat (EUN) | Kína (CHN) | Egyesült Államok (USA) |                                                               |
| Jelena Baranova Elen Bunatyjanc Irina Gerlic Jelena Hudasova Irina Minh Alena Svajbovics Irina Szumnyikova Marina Tkacsenko Jelena Tornyikidu Szvetlana Zabolujeva Natalja Zaszulszkaja Olena Zsirko | Cung Hszüe-ti (Cong Xuedi) Csan Su-ping (Zhan Shuping) Cseng Haj-hszia (Zheng Haixia) Cseng Hsziu-lin (Zheng Xiulin) Cseng Tung-mej (Zheng Dongmei) Ho Csün (He Jun) Li Hszin (Li Xin) Li Tung-mej (Li Dongmei) Liu Csing (Liu Qing) Liu Csün (Liu Jun) Peng Ping Vang Fang (Wang Fang) | Vicky Bullett Daedra Charles Cynthia Cooper Clarissa Davis Medina Dixon Teresa Edwards Tammy Jackson Carolyn Jones Katrina McClain Suzanne McConnell Vickie Orr Teresa Weatherspoon |                                                               |